# Leandro Kappel
Leandro Kappel (Amsterdam, 14 novembre 1989) è un calciatore olandese naturalizzato surinamese, attaccante del Şanlıurfaspor.

## Carriera

### Nazionale
Nel 2022 ha esordito in nazionale.